# Oxira polytaenia
Oxira polytaenia là một loài bướm đêm trong họ Noctuidae.